# هوای فشرده

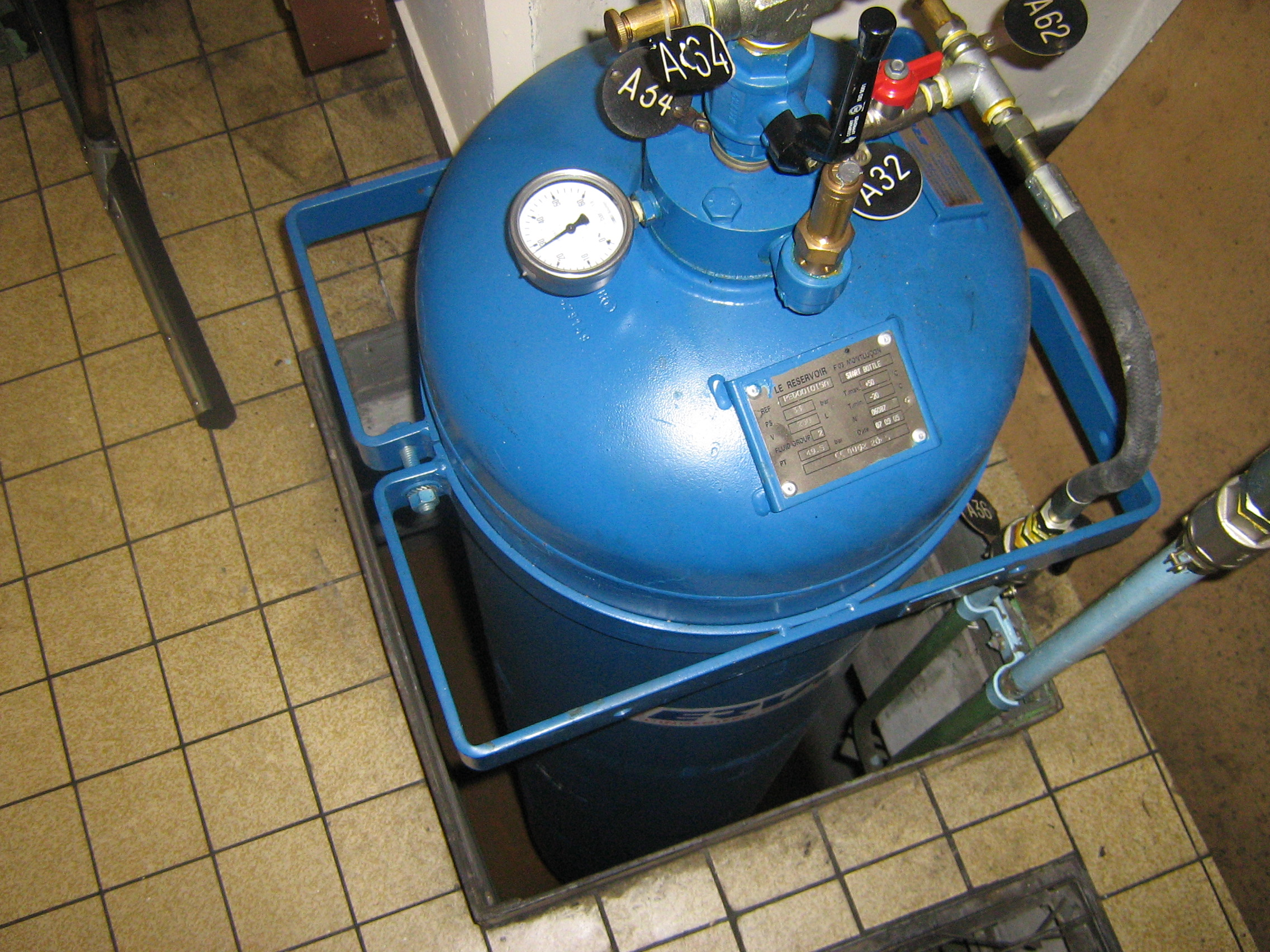
تصویر مخزن هوای فشرده

هوای فشرده هوایی است که فشار مشخصی بر آن وارد شده‌باشد که معمولاً بیشتر از فشار متعارف جو است.

## تصفیه‌سازی هوای فشرده

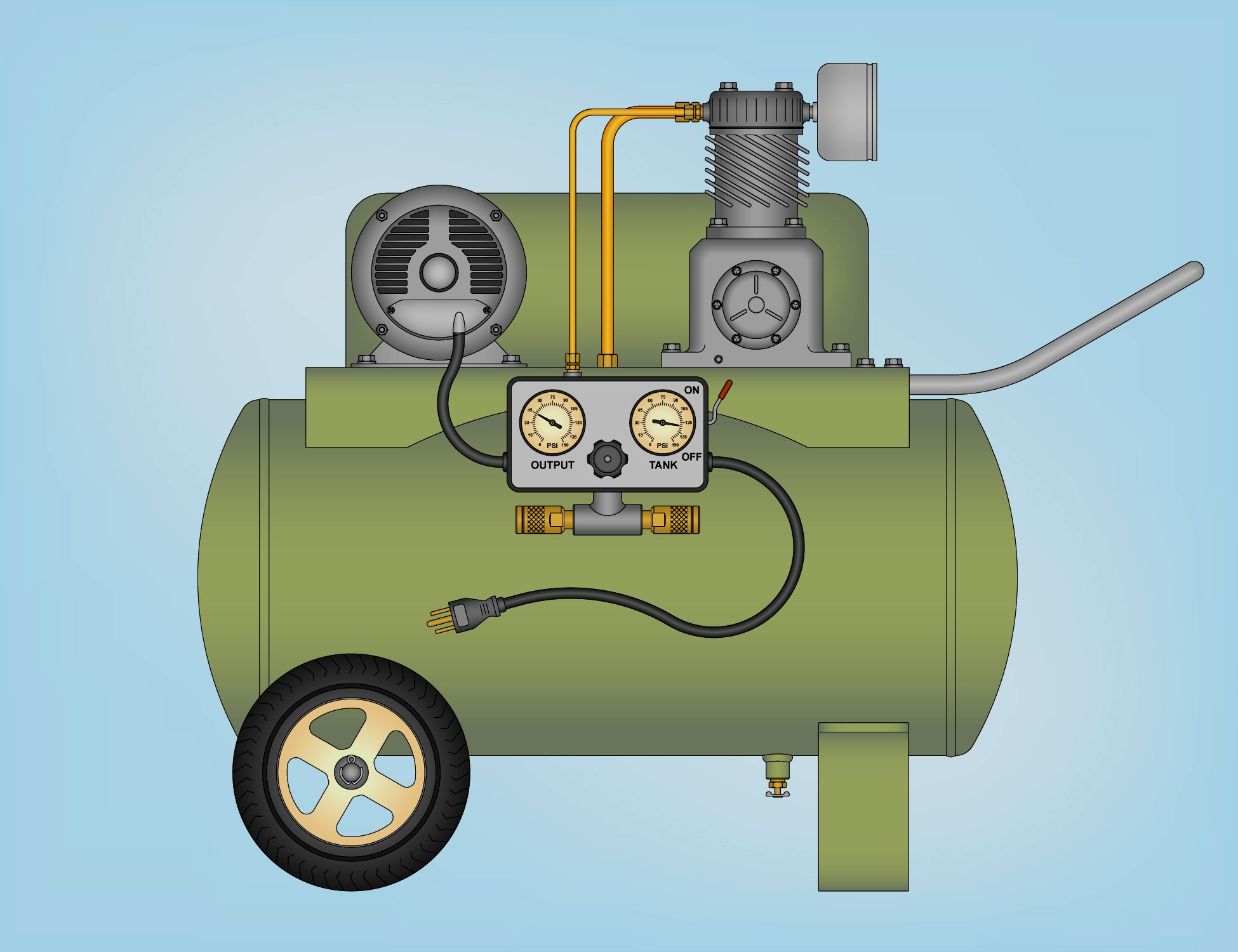
مرتبط

### خشک کردن هوای فشرده
همه هوای اتمسفر حاوی بخار آب است، این میزان بخار آب در دمای بالا، بیشتر و در دمای پایین کم‌تر است. وقتی که هوا متراکم می‌شود غلظت آب افزایش می‌یابد. به عنوان مثال، کمپرسوری که دارای فشار کاری ۷ بار و ظرفیت l/s۲۰۰ است که در ˚C ۲۰ و رطوبت نسبی ٪ ۸۰ هوا را وارد می‌کند، طی مدت هشت ساعت فشرده‌سازی هوا در حدود ۸۰ لیتر آب تولید می‌نماید. واژهٌ نقطه شبنم فشار (PDP) به این منظور استفاده می‌شود که میزان آب موجود در هوای متراکم شده را توضیح دهد. این دمایی است که در آن بخار آب در فشار کاری جاری به آب تبدیل می‌شود. دمای نقطه شبنم فشار پایین نشان دهنده مقادیر کم بخار آب در هوای فشرده‌است.
این مهم را بخاطر داشته باشید که هنگام مقایسه خشک‌کن‌های مختلف نمی‌توان نقطه شبنم اتمسفری را با نقطه شبنم فشار مقایسه کرد. به عنوان مثال، دمای نقطه شبنم فشار در ˚C ۲+ با فشار ۷ بار معادل است با دمای نقطه شبنم در ˚C ۲۳- با فشار اتمسفر. برای خارج‌کردن رطوبت از هوا (زیر دمای نقطه شبنم) نمی‌توان از فیلتر استفاده کرد؛ زیرا، تبرید بیشتر به این معنی است که ته‌نشین شدن آب به صورت میعان ادامه یابد.

شما می‌توانید نوع اصلی ابزار خشک‌کننده را بر اساس نقطه شبنم فشار انتخاب کنید. از دیدگاه هزینه، دمای نقطه شبنم پایین‌تر، دستیابی به هوای بیشتر و هزینه‌های تهیه هوای خشک. به‌طور کلی، چهار روش برای خارج کردن رطوبت از هوای فشرده وجود دارد: تبرید، تراکم بیش از حد، جذب نافذ و جذب سطحی. بر اساس این روش‌ها برای انواع مختلف سیستم‌های هوای فشرده تجهیزات مورد نیاز در دسترس می‌باشد.

### پس‌خنک‌کاری
دستگاه پس‌خنک‌کاری یک مبدل حرارتی است که هوای فشرده گرم را خنک می‌کند تا آب موجود در آن را ته‌نشین سازد، در غیر این صورت آب در سیستم لوله‌کشی تقطیر می‌شود. دستگاه می‌تواند آب خنک یا هوا خنک و مجهز به جداکننده آب با تخلیه اتوماتیک باشد، که باید در کنار کمپرسور نصب شود. ٪ ۹۰–۸۰ آب تقطیر ته‌نشین شده در جداکننده آب دستگاه پس‌خنک‌کاری جمع‌آوری می‌شود. درجه حرارت متداول هوای فشرده شده بعد از پس خنک کن، تقریباً ˚C ۱۰ بالاتر از دمای مبرد است، اما با توجه به نوع دستگاه خنک کاری می‌تواند تغییر کند. یک دستگاه پس‌خنک‌کاری به‌طور واقعی در تمام دستگاه‌های ثابت مورد استفاده قرار می‌گیرد. در بیشتر موارد، دستگاه پس‌خنک‌کن در کمپرسورهای مدرن تعبیه می‌شود.

### خشک‌کن سرمایشی
خشک کردن سرمایشی به این معنی است که هوای فشرده شده، خنک می‌شود و بدین طریق مقدار آب زیادی تقطیر شده و می‌تواند جدا شود. بعد از خنک کاری هوا و تقطیر آب، هوای متراکم به اندازه دمای محیط گرما داده شده، به‌طوری‌که عمل تقطیر در بیرون سیستم لوله صورت نگیرد. خنک کردن هوای فشرده از طریق سیستم خنک کاری بسته‌ای صورت می‌گیرد. با خنک کردن هوای متراکم شده در حال ورود، توسط هوای خنک شده در مبدل حرارتی، مصرف انرژی خشک کن سرمایشی کاهش می‌یابد. خشک کن‌های سرمایشی با دمای نقاط شبنم بین ˚C ۲+ تا ˚C۱۰+ مورد استفاده قرار می‌گیرند و توسط نقطه انجماد آب تقطیر شده به طرف دمای پایین‌تر محدود می‌شوند.

### تراکم بیش از حد
تراکم بیش از حد شاید ساده‌ترین روش خشک کردن هوای فشرده باشد.
ابتدا هوا با فشار بالاتری نسبت به فشار کاری مورد نظر متراکم می‌شود که به این معنی است که تراکم بخار آب افزایش می‌یابد. بعد از آن هوا خنک می‌شود و بدین ترتیب آب جدا می‌شود. سرانجام اجازه داده می‌شود که فشار هوا تا حد فشار کاری معمولی پایین آورده شود و بدین طریق نقطه شبنم پایین‌تری ایجاد می‌شود. با این وجود این روش فقط برای مقادیر جریان هوای خیلی کوچک مناسب است.

### خشک کردن جذبی نافذ
خشک کردن جذبی نافذ، فرایندی شیمیایی است که در این فرایند مواد جاذب، بخار آب را به خود می‌گیرند. مواد جذب‌کننده می‌توانند جامد یا مایع باشند. غالباً از کلرید سدیم و اسید سولفوریک استفاده می‌شود، که به این معنی است که احتمال فرسودگی و خوردگی دستگاه باید مورد توجه قرار گرفته شود.
این روش غیر  معمول است و در این روش مصرف مواد جاذب بسیار بالا است. نقطه شبنم هم فقط تا حد معینی پایین آورده می‌شود.

### خشک کردن جذبی سطحی
دو نوع خشک کن جذبی سطحی وجود دارد، بازیافت سرد و بازیافت گرم. خشک کن‌های بازیافت سرد برای جریان‌های هوا بامقادیر پایین‌تر مناسب‌ترین هستند. فرایند بازیافت به کمک هوای فشرده صورت می‌گیرد و تقریباً به ۲۰٪ - ۱۵ ظرفیت اسمی خشک کن در فشار کاری ۷ بار، دمای نقطه شبنم ˚C ۲۰+ نیاز دارد.
دمای نقطه شبنم پایین‌تر به نشت جریان هوای بیشتری نیاز دارد. بازیافت‌کننده‌های گرم ماده جاذب رطوبت را توسط گرمای الکتریکی یا گرمای کمپرسور احیاء می‌کنند، این بازیافت‌کننده نسبت به بازیافت‌کننده سر کم هزینه تر است. با استفاده از این بازیافت‌کننده می‌توان نقطه شبنم‌های خیلی پایین (˚C۳۰- یا پایین‌تر) را به دست آورد.

همیشه قبل از خشک کردن جذبی سطحی باید جداسازی و تخلیه آب تقطیرشده را به‌طور تضمین شده‌ای برنامه‌ریزی کرد. اگر هوای فشرده با استفاده از کمپرسورهای روغن کاری شونده تولید شده باشد، باید حتماً یک فیلتر جداکننده روغن پیش از تجهیزات خشک کن قرار داده شود. در بیشتر موارد از یک فیلتر ذره‌ای بعد از خشک کن جذبی استفاده می‌شود.

در کمپرسورهای مارپیچی روغنکاری نشونده از خشک کنن‌های جذبی سطحی استفاده می‌شود که برای بازیافت ماده جاذب رطوبت آن از گرمای کمپرسور استفاده می‌کنند. به‌طور کلی این نوع خشک کن‌ها با یک استوانه گردان که حاوی ماده جاذب رطوبت است، نصب می‌شوند که یک قسمت آن (یک چهارم) توسط جریان ناچیزی از هوای فشرده گرم (˚C ۲۰۰–۱۳۰) بازیافت می‌گردد. هوای استفاده شده در بازیافت دوباره سرد می‌شود، آب تقطیر شده، تخلیه و هوا از طریق پمپ افشانکی به جریان اصلی هوا فرستاده می‌شود. بقیه سطح استوانه خشک کن (سه چهارم) برای خشک کردن هوای فشرده پس خنک کن کمپرسور مورد استفاده قرار می‌گیرد.
در این سیستم هیچ هوای فشرده‌ای تلف نمی‌شود. توان مورد نیاز برای چنین خشک کنی به اندازه راه اندازی استوانه است، به عنوان مثال یک خشک کن با ظرفیت l/s ۱۰۰۰ فقط به ۱۲۰ وات توان نیاز دارد. به‌علاوه هیچ هوای فشرده‌ای تلف نمی‌شود و همچنین به فیلترهای ذره‌ای و فیلتر روغن هم نیازی نیست.

### صافی‌ها
ذرات موجودی را که در جریان هوا از صافی عبور می‌کنند می‌توان به چندین روش جدا کرد. اگر ذرات بزرگ‌تر از روزنه‌های صافی باشند، به‌طور مکانیکی جدا می‌شوند. این روش معمولاً برای ذراتی به کار برده می‌شود که بزرگتر از m ۱ هستند. هر چقدر که صافی فشرده تر، دارای فیبرهای باریک‌تر و روزنه‌هایش کوچک‌تر باشد، بازدهی صافی افزایش می‌یابد. ذراتی که بین μm ۱/. و μm ۱ هستند می‌توانند به وسیلهٔ فیبرهای صافی که جریان هوا از میان آن‌ها حرکت می‌کند، جدا شوند، درحالیکه ذراتی به واسطه لختی شان به حرکت ادامه می‌دهند. سپس با فیبرهای صافی برخورد می‌کنند و به سطح آن می‌چسبند. بازدهی صافی در این خصوص با افزایش سرعت جریان و به‌کارگیری صافی‌های فشرده تر افزایش می‌یابد. ذرات خیلی کوچک (µm ۱/.<) که در جریان هوا به‌طور تصادفی حرکت می‌کنند تحت تأثیر برخورد با مولکول‌های هوای قرار می‌گیرند. آن‌ها در جریان هوا معلق می‌مانند و در تمام مدت جهت شان تغییر می‌کند، به همین علت است که به آسانی به فیبرهای صافی برخورد می‌کنند و به آن‌ها می‌چسبند. در این خصوص با کاهش سرعت جریان هوا و به‌کارگیری صافی‌های فشرده تری که از فیبرهای نازک‌تر تشکیل شده‌اند، بازدهی صافی افزایش می‌یابد.

ظرفیت جداکنندگی یک صافی ناشی از ظرفیت عناصر فرعی آن می‌باشد که در بالا به آن‌ها اشاره شد. در واقع از آنجائیکه هیچ صافی نمی‌تواند در مقابل اندازه‌های متفاوت ذرات کارائی کامل داشته باشد، حتی اگر سرعت جریان در ظرفیت جداکنندگی برای اندازه‌های مختلف ذره فاکتور قطعی نباشد، بنابراین هر صافی در یک جایگاه معینی قرار دارد. به این علت جداسازی ذراتی که بین µm ۱/. و µm ۴/. هستند خیلی دشوار است.
کارائی جداکنندگی صافی‌ها نسبت به اندازه ذرات بخصوصی تعیین می‌شود. معمولاً کارائی جداکنندگی ۹۵٪-۹۰ بیان می‌شود که به این معنی است که ٪ ۱۰–۵ تمام ذرات موجود در هوا از میان صافی عبور می‌کنند. بعلاوه، صافی که برای ذراتی به اندازه µm۱۰ دارای کارائی جداسازی ۹۵٪ باشد می‌تواند ذراتی که به اندازه µm ۱۰۰–۳۰ هستند را جدا سازد. آب و روغن معلق در هوا نیز همانند ذرات دیگر رفتار می‌کنند و همچنین می‌توانند با استفاده از یک صافی جدا شوند.

قطراتی که بر روی فیبرهای صافی تشکیل می‌شوند به علت نیروهای جاذبه‌ای به طرف پایین صافی فرومی‌روند. صافی فقط می‌تواند روغن هائی را که به شکل هوا ریز هستند، جدا کند. اگر بخواهیم روغن‌هایی را که به شکل بخار هستند جدا کنیم، صافی باید دارای ماده جاذب مناسبی باشد، مثل کربن فعال. تمام فرایندهای جداسازی منجر به افت فشار می‌شوند که به معنی افت انرژی در سیستم هوای فشرده‌است. فیلترهای ریزتر با ساختارهای فشرده تر باعث افزایش افت فشار می‌شوند و همچنین سریع تر مسدود می‌شوند، بنابراین باید پیوسته تعویض شوند زیراکه باعث افزایش هزینه می‌شوند. بدین ترتیب، ابعاد صافی‌ها باید به‌طوری در نظر گرفته شود که هم قادر باشند جریان‌های اسمی را از حود عبور داده و هم اینکه آستانه ظرفیت آن‌ها آنقدر باشد که بتواند افت فشار را بنابر درجه انسداد تحمل کنند.